# Port Jefferson Station
Port Jefferson Station ist ein Weiler und Census-designated place (CDP) in der Stadt Brookhaven im Suffolk County im US-Bundesstaat New York. Bei der Volkszählung von 2020 hatte der Ort 7950 Einwohner.

## Geschichte
Das Gebiet, das heute als Port Jefferson Station bekannt ist, wurde ursprünglich von den amerikanischen Ureinwohnern Comsewogue genannt, sinngemäß „der Ort, an dem mehrere Pfade zusammentreffen“. Auch der Name Echo wurde verwendet. Der erste Kolonialbewohner war William Tooker um 1750.
Im Jahr 1873 erreichte die Long Island Rail Road das Areal, um das nahegelegene Port Jefferson zu bedienen, und gab dem Weiler seinen heutigen Namen.
Nach dem Bau des Nesconset Highway (New York State Route 347) Mitte der 1950er Jahre erlebte die bis dahin vorwiegend von der Landwirtschaft geprägte Gemeinde ein vorstädtisches Wachstum.

## Geografie
Port Jefferson Station liegt auf der Insel Long Island. Die Bahngleise markieren die nördliche Grenze von Port Jefferson Station und trennen es von der Ortschaft Port Jefferson. Der Nesconset Highway im Süden bildet die Grenze zu Terryville.